# 三色绘恋S
《三色绘恋S》(英語：SunnyRain Lovestory) 是中国大陆Galgame《三色△绘恋》的续作，由《三色△绘恋》原班制作团队——武汉山百合旗下的绘恋Galgame制作组开发。
其续作《 三色绘恋S假若恋色嫣红》于2021年1月29日发售。

## 游戏简介
游戏故事的时间线在前作游戏的前一年，主角为前作主角当时所在班级的班长。游戏使用了Live2D技术，内置弹幕系统，每切换一句对白就可查看和发送相应的弹幕。与前作的多结局不同，本作没有任何形式的选择肢，仅有1个结局。

## 主要角色

師貳高级中学的原型武汉市第十二中学

迟耀
本作男主角，纨绔少年，师贰高校长的儿子。
叶心（配音：菊花花）
师贰高学生会现任主席，高二在读。
迟菓（配音：可可味）
师贰高附近初中的女学生。课余时间靠送外卖补贴家用，人称“打工妹”。
骆衍（配音：诺辰）
学生会干事。
林海（配音：乔浩皓）
学生会纪检部部长。
墨小菊（配音：小N）
高一（3）班的女同学。
熊雯雯（配音：赵爽）
初二生，班长兼学委。

## 发行
该游戏原定2020年1月在Steam平台发售，但被Steam官方以“包含未成年人色情”为由拒审，上线不到20小时就被下架。游戏制作团队遂决定将游戏以“官方数字版”的形式推出。2020年5月20日，制作团队宣布拥有《三色△绘恋》的老玩家可以免费获得该作品的完整版，而未拥有《三色△绘恋》的新玩家则可免费游玩该作品的基础版。

## 出版风波
2021年12月22日，因擅自出版发行《三色绘恋S》及《三色绘恋S官方设定集》，违反了《网络出版服务管理规定》、《出版管理条例》，武汉山百合被武汉市文化和旅游局施以行政处罚，分别处罚款1万元和5万元，共计6万元，没收违法所得1184元以及出版物《三色绘恋S官方设定集》542册，并删除游戏《三色绘恋S》。该游戏曾因为游戏无出版版号在2020年12月17日被罚3万元。